# Crystal (Novo México)
Crystal é uma Região censo-designada localizada no estado americano de Novo México, no Condado de McKinley e Condado de San Juan.

## Demografia
Segundo o censo americano de 2000, a sua população era de 347 habitantes.

## Geografia
De acordo com o United States Census Bureau tem uma área de
11,5 km², dos quais 11,4 km² cobertos por terra e 0,1 km² cobertos por água. Crystal localiza-se a aproximadamente 2293 m acima do nível do mar.

## Localidades na vizinhança
O diagrama seguinte representa as localidades num raio de 32 km ao redor de Crystal.